# كريس أشتون
كريس أشتون (بالإنجليزية: Chris Ashton)‏ هو لاعب دوري الرغبي بريطاني، ولد في 29 مارس 1987 في ويغان في المملكة المتحدة.

## وصلات خارجية
- كريس أشتون على موقع دوري الرغبي الممتاز (الإنجليزية)
- كريس أشتون عل موقع إسبنسكروم (الإنجليزية)
- كريس أشتون على موقع ItsRugby.co.uk (الإنجليزية)